# Sturmwellenläufer
Der Sturmwellenläufer (Hydrobates pelagicus) ist ein kleiner schwarzer Seevogel mit einem charakteristischen weißen Bürzel. Er hat sein Vorkommen in erster Linie im Nordatlantik. Erst 2019 wurde der Name von Sturmschwalbe in Sturmwellenläufer geändert.
Die zur Ordnung der Röhrennasen (Procellariiformes) zählenden Vögel sind Seevögel, die fast ihr ganzes Leben auf dem offenen Meer leben und nur zur Brut an Land kommen. Die Sturmwellenläufer verfügen über einen sehr gut entwickelten Geruchssinn, den sie benutzen, wenn sie Futter suchen und nachts ihren Nistplatz an Land aufsuchen. An Land sieht man sie nur während der Brutzeit in den Kolonien fliegen.
In Mitteleuropa ist der Sturmwellenläufer an der Nordseeküste Belgiens, der Niederlande und Schleswig-Holsteins ein nahezu regelmäßiger Irrgast. An der Ostseeküste ist er seltener und im Binnenland nur ausnahmsweise zu beobachten. So war nach einem Sturm im Jahre 1999 ein Trupp von vierzig Individuen beispielsweise in der Schweiz zu sehen.

## Aussehen
Der Sturmwellenläufer ist mit seinem Gewicht von 27 g, seiner Länge von 16 cm und seiner Flügelspannweite von 37 cm einer der kleinsten Seevögel überhaupt.
Die erste Silbe im früheren deutschen Namen Sturmschwalbe, Sturm, findet sich in vielen anderen Sprachen wieder. Grund dafür ist, dass man Sturmwellenläufer oft nach einem Sturm sah. Den Namen Schwalbe bekam sie aufgrund ihrer schmalen und spitzen Flügel, die die Sturmschwalbe auf den ersten Blick einer Schwalbe ähneln lassen. Mit seinem besonderen Schnabel und seinen Schwimmfüßen ist er jedoch unverwechselbar.
Wegen seines weißen Hinterteils heißt der Sturmwellenläufer auf den Färöern Drunnhvíti. Ein drunnur ist ein Hinterteil und hvítur bezeichnet die Farbe Weiß.

## Verbreitung
Es wird angenommen, dass sich die weltweit größte Kolonie der Sturmwellenläufer auf Nólsoy befindet. Er brütet auch an anderen Orten auf den Färöern, aber nirgends in gleicher Zahl wie auf Nólsoy. Der Sturmwellenläufer ist hauptsächlich im Gebiet zwischen Island, den Lofoten und Schottland verbreitet. Auf den Färöern wurden ca. 30.000 Sturmwellenläufer beringt. Dadurch lässt sich schließen, dass sie in Südafrika überwintern.

## Lebensweise und Vermehrung

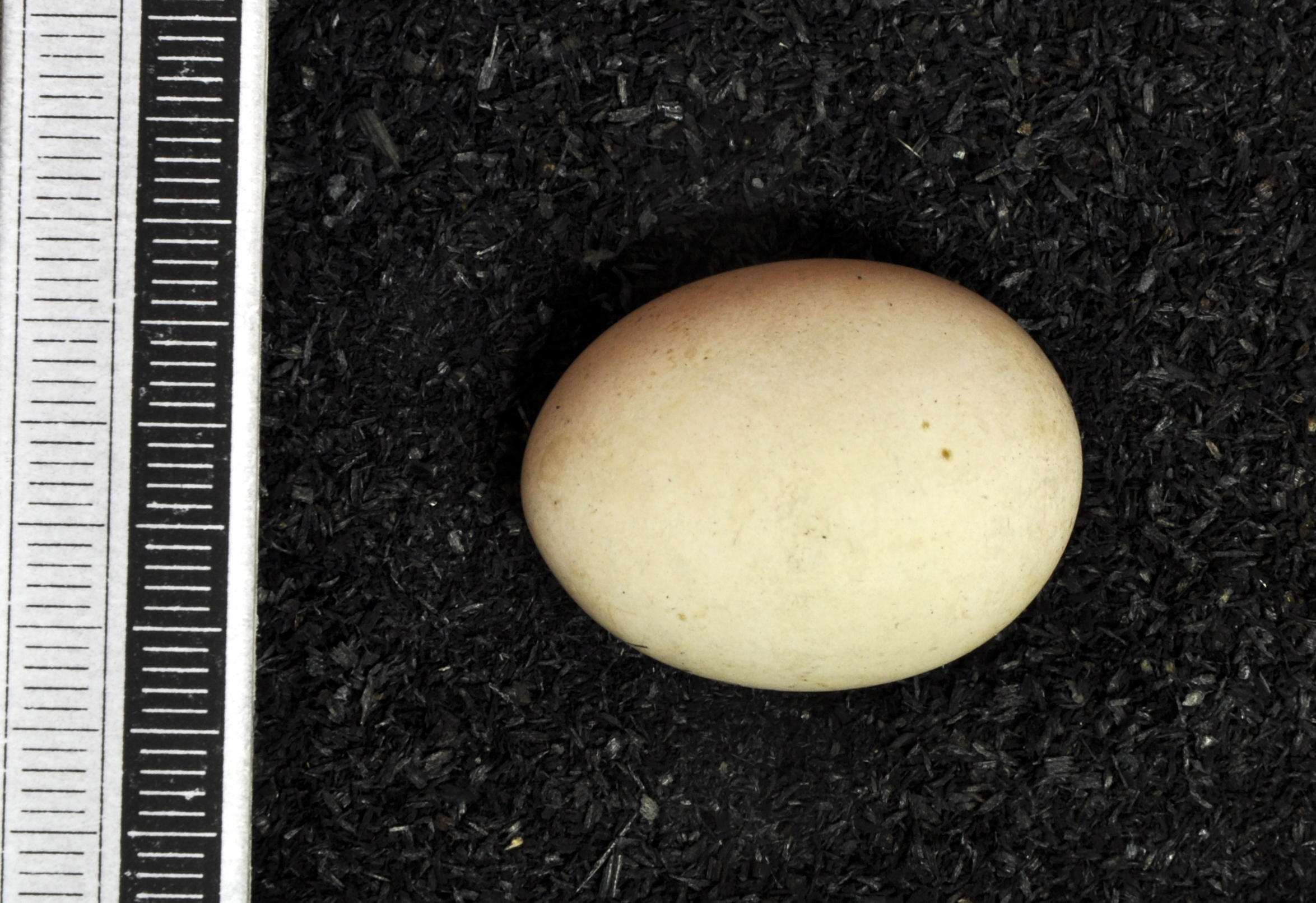
Ei, Sammlung Museum Wiesbaden

Die Nahrung der Sturmwellenläufer besteht u. a. aus Plankton (Krill), kleinen Fischen und Tintenfischen, die er beim „Herüberlaufen“ über die Wasseroberfläche aufnimmt.
Die ersten Sturmwellenläufer aus Südafrika erreichen die Färöer Ende Mai. Ihre Nistplätze befinden sich oft unter Steinen. Zwischen Juli und August legen sie ein großes, weißes Ei mit einem Gewicht von ca. 7 Gramm, das sie ca. 40 Tage lang ausbrüten. Das Junge wird jede Nacht ca. 50 Tage lang gefüttert, bis es überfüttert ist. Danach wird es von den Altvögeln verlassen. Innerhalb von 8 bis 12 Tagen hat es so viel an Gewicht verloren, dass es abheben und seine lange Reise nach Südafrika antreten kann. Die Jungen kehren wieder ins Brutgebiet zurück, wenn sie 2 Jahre alt sind und pflanzen sich das erste Mal in einem Alter von 3 bis 4 Jahren fort.

## Natürliche Feinde
Der schlimmste Feind der Sturmwellenläufer sind Arten aus der Gattung der Ratten (Rattus). Auch die Silbermöwe (Larus argentatus) und die Schmarotzerraubmöwe (Stercorarius parasiticus) fressen einige der ausgewachsenen Vögel. Aber gegen diese Feinde versucht sich der Sturmwellenläufer zu schützen, indem er nur an Land fliegt, wenn es dunkel ist. Mancherorts stellen zahme Katzen auch eine große Gefahr für die Sturmwellenläufer dar.
Wenn der Sturmwellenläufer gestört wird, verteidigt er sich, indem er Öl aus seinem Magen spuckt. Der Sturmwellenläufer hat einen sehr charakteristischen Geruch, der den meisten Seevögeln anhaftet.

## Der Sturmwellenläufer im menschlichen Volksglauben
Historische Seefahrer bezeichneten den Sturmwellenläufer als Unglücksvogel, der Stürme hervorbringt. In vielen Gegenden gab es Mythen, in denen Sturmwellenläufer als die Seelen von ertrunkenen Seemännern betrachtet wurden, mit denen man sich gut stellen sollte.
Der an Fischleber erinnernde Geruch der Vögel führte in Norwegen dazu, dass sie die Bezeichnung Lever-Lars (Leber-Lars) erhielten.

## Deutschsprachige Namensänderung
Bis 2019 führte die Art den deutschen Namen Sturmschwalbe. Im Oktober 2019 benannte man die Art in Sturmwellenläufer um, da die Art nach genetischen Untersuchungen zu den Wellenläufern gehört.